# Carpos
En la mitologia romana i grega, Carpos (en grec antic Kαρπός Karpós, literalment «fruit») és un personatge menor associat a la fertilitat i a la primavera. De la mateixa manera, Carpo (Καρπώ), una de les Hores, és l'equivalent femení de Carpos; sent el seu domini els fruits de la terra.

## Etimologia
La paraula karpós deriva de l'arrel de la llengua protoindoeuropea * kerp-. Els cognats es poden trobar en moltes llengües indoeuropees.

## Mitologia
Segons Servi, Carpos era fill de Zèfir, el déu del vent de ponent amb la nimfa Hora (deessa de l'estació).  Carpos es va enamorar d'un altre jove, Càlam, fill d'un déu fluvial Meandre. Segons Nonnos, quan tots dos competien en una cursa de natació al Meandre, el vent va impulsar una onada a la cara de Carpos, qui es va ofegar. En el seu dolor, Càlam es va deixar ofegar també. Aleshores, es va transformar en una canya d'aigua, el cruixit de la qual al vent es va interpretar com un sospir de lamentació, mentre que Carpos es va convertir en «el fruit de la terra» (possiblement una patata).  Per contra, Servi escriu que Càlam va culpar el seu pare de la mort de Carpos, així que va fugir i va pregar a Zeus, qui va respondre transformant-los a tots dos. Quan el vent bufa, aquelles canyes sempre emetien un so de plany.
S'ha suggerit que en realitat se suposa que Carpos és el fill de Flora o Cloris, la deessa de les flors qui Zèfir va segrestar i va fer la seva dona, en lloc d'alguna Hora.
En temps més recents, alguns estudiosos van llegir malament les paraules de Servi i Nonnos, per la qual cosa va sorgir una interpretació errònia sobre la història d'ofegament amb Càlam. En comptes del jove masculí Carpos, es va interpretar que fou amb Carpo, la deessa de la temporada.  